# Dikarbonyl(acetylacetonát) rhodný

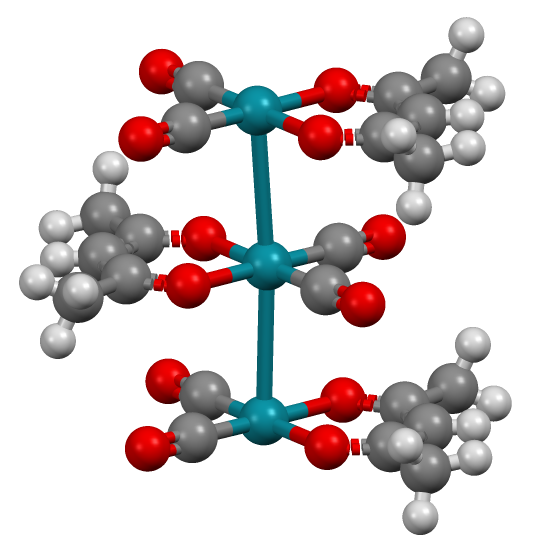
Část krystalové mřížky Rh(acac)(CO)_{2}, se znázorněním „zaseknutím“ jednotlivých rovinných jednotek prostřednictvím Rh---Rh interakcí

Dikarbonyl(acetylacetonát) rhodný, zkráceně Rh(CO)2acac je kobaltitý komplex s acetylacetonátovými (acac) ligandy, patřící mezi acetylacetonáty a karbonyly kovů. Jedná se o zelenou, diamagnetickou, pevnou látku, rozpustnou v acetonu a benzenu na žluté roztoky. Používá se na přípravu homogenních katalyzátorů.
Tento komplex se připravuje reakcí rhodiumkarbonylchloridu s acetylacetonátem sodným v zásaditém prostředí:
[(CO)2RhCl]2 + 2 NaO2C5H7 → 2 Rh(O2C5H7)(CO)2 + 2 NaCl
Molekulová geometrie této sloučeniny je čtvercově rovinná. Vzdálenosti Rh---Rh jsou okolo 326 pm. Molekuly jsou v krystalu uspořádány tak, že okolní atomy rhodia obsazují obě volné oktaedrické polohy a vytvářejí lineární řetězec.